# Biewer Yorkshire
Pour les articles homonymes, voir Biewer.
 (mai 2012).
Si vous disposez d'ouvrages ou d'articles de référence ou si vous connaissez des sites web de qualité traitant du thème abordé ici, merci de compléter l'article en donnant les références utiles à sa vérifiabilité et en les liant à la section « Notes et références ».
Le Biewer Yorkshire terrier est une race de chien de petite taille, très rare en France. Cette race, créée en 1984 en Allemagne, par un couple allemand  Mme et M. Biewer se développe très lentement en Europe 
Et   rapidement    aux États-Unis. râce à des passionnés qui ambitionnent de produire de petits compagnons beaux et faciles à vivre.

## Historique
Monsieur et Madame Biewer, des éleveurs allemands, constatèrent la présence dans une portée de Yorkshire terriers d'un chiot à panachure blanche envahissante. Intrigués par cette anomalie et conquis par la robe tricolore de ce bébé, ils étudièrent la possibilité d'une mutation du gène récessif pie dans leurs lignées de reproducteurs. Ils commencèrent un travail de sélection qui leur permit de créer, en 1984, un petit chien présentant toutes les caractéristiques du Yorkshire terrier mais avec trois couleurs : bleu, blanc et or.
En 1988, Monsieur Biewer présenta en exposition deux de ses sujets mais ceux-ci, ne correspondant pas pour les couleurs au standard du Yorkshire terrier, furent déclarés impropres à la reproduction.

## Reconnaissance de la race
Cette race n'est pas reconnue par la Fédération Cynophile Internationale (FCI) ni encore par la Société Centrale Canine en France (SCC). Elle est pour l'instant portée par des amateurs et des éleveurs passionnés, essentiellement en Allemagne, dans les pays de l'est, mais aussi au Canada et aux États-Unis et entre autres, en Russie. Elle peut concourir dans les expositions canines de beauté dans certains pays.
Depuis quelque temps, un Club en France s'est mis en place où l'on peut obtenir des renseignements sur cette race. Le but, la reconnaissance de la race par la sélection et la traçabilité via les tests ADN de filiation notamment. Il est établi ainsi une généalogie pour chaque nouveau chien importé où né en France et testé génétiquement, en se basant sur les pédigrées établis par les pays étrangers où les chiens peuvent participer aux expositions de beauté. Plusieurs éleveurs français maintenant participent à ce projet.
En 2024, l'Association canine allemande (VDH) a reconnu le Biewer Terrier comme race nationale.

## Santé
Le Biewer Yorkshire terrier a une espérance de vie à la naissance comprise entre 13 et 15 ans 
Les chiens n'ont pas de problèmes de santé liés au gène Piebald, qui provoque la panachure blanche, lorsque leurs yeux sont bruns et qu'une pigmentation complète est présente sur les oreilles et sur la tête autour des oreilles.

## Répartition en Europe
L’Allemagne, pays d'origine du Biewer Yorkshire terrier, regroupe le plus grand nombre d'éleveurs mais la race se développe également en direction de l'Europe de l'Est (Lettonie, République tchèque, Hongrie, Ukraine, Pologne etc.). L'Italie, la Suisse et l'Espagne en sont au même point que la France et débutent seulement l'élevage. Mais plusieurs éleveurs passionnés en France commencent la sélection en important des sujets.
Des clubs, tels que l'IBC allemand, le Club Français du Biewer tiennent à jour la généalogie et l'évolution des Biewer Yorkshire terriers déclarés ce qui permet un traçage de la race. Ces bases de données sont indispensables. Elles constituent des outils fiables et incontournables pour les éleveurs qui travaillent pour produire des Biewer Yorkshire terriers correspondant au standard établi.